# Jagielany
Jagielany (lit. Kalniniai Jagėlonys) − wieś na Litwie nad jeziorem Świeńce, zamieszkana przez 157 ludzi, w rejonie elektreńskim, 5 km od Kietowiszek.